# Malaguti Password
El Malaguti Password es un scooter de tamaño medio-grande producido por el fabricante de motocicletas Malaguti de 2005 a 2011.

## Historia
El desarrollo del nuevo patinete de rueda media alta Malaguti comenzó a finales de 2003 y todo el proyecto costó más de 5 millones de euros y duró 18 meses; en mayo de 2005, la contraseña se presentó oficialmente al público. Las ventas comienzan inmediatamente en Italia. Disponible solo con el motor Yamaha 250 (producido en Italia por Minarelli), entrega 20,8 Hp a 7.500 rpm y está homologado según la norma Euro 2. Las suspensiones delanteras son del tipo horquilla hidráulica con montantes de 35 mm mientras que en las traseras se adopta el doble amortiguador regulable, el sistema de frenado consta de un disco delantero de 270 mm y un disco trasero de 240 mm. El sillín tiene una distancia al suelo de 778 mm, la distancia entre ejes mide 1.484 mm. Las ruedas son de 16 pulgadas, los neumáticos sin cámara tienen unas dimensiones en la parte delantera de 110/70/16 y en la parte trasera de 140/70/16. El peso es de 162 kg.
En mayo de 2007, el motor recibió la homologación Euro 3 . 
La producción finaliza en abril de 2011 tras las dificultades financieras de la empresa matriz.

## Site
- Oficial Site

## Enlaces
- Wikimedia Commons alberga una categoría multimedia sobre Malaguti Password.

- Datos: Q108554784
- Multimedia: Malaguti Password / Q108554784